# Семеро проти Фів

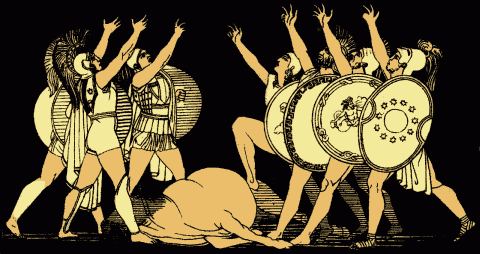
Клятва семи вождів під стінами Фів

Семеро проти Фів (відповідно до семи брам цього міста) — міфічні вожді аргівського війська, герої походу проти Фів, організатором якого був Едіпів син Полінік, супротивник свого брата Етеокла.
Епос згадує цю подію мимохідь. Докладніше про неї розповідалось у кіклічних поемах «Фіваїди» та «Епігони», які збереглися тільки в фрагментах. Братовбивчу війну за владу над Фівами спричинив Едіп, що прокляв синів за непослух і неповагу. Брати мали по черзі правити Фівами, однак Етеокл порушив угоду.
Полінік утік в Аргос до Адраста, який віддав за нього дочку Аргію і згодився допомагати йому в війні проти брата. Попри те що аргівський віщун Амфіарай пророкував нещасливий кінець війни для всіх вождів, крім Адраста, знехтувавши інші застережливі знамення (відсутність блискавки Зевса, загибель від укусу змії лемноського царенка Офельта, коли його, нянька Гіпсіпіла показувала героям джерело), війну все-таки почали. За Евріпідом («Фінікіянки») та Аполлодором («Бібліотека»), у поході брали участь Адраст, Полінік, Амфіарай, Тідей, Капаней, Гіппомедонт і Партенопей.
Есхіл («Семеро проти Фів») і Софокл («Едіп у Колоні») замість Адраста називають Етеокла з Аргосу. На чолі всіх військ був Адраст (за Софоклом, Полінік). Тідей, який був відряджений на переговори до Фів, відбив напад ворогів, що вискочили на нього з засідки. Мужньо боролися Партенопей та Капаней, але головною битвою був двобій братів Етеокла й Полініка. Після кількох взаємних безуспішних атак Етеокл завдав смертельної рани братові і, гадаючи, що він уже мертвий, почав знімати обладунок. Полінік, зібравши останні сили, проткнув братові груди.
Фіванський цар Менекей, рятуючи рідне місто, добровільно приносить себе в жертву, всі учасники походу сімох гинуть, крім Адраста, якого виносить з поля бою чарівний кінь Арейон. Фіванці відмовилися віддати тіла загиблих їхнім матерям і дружинам, тільки втручання Тесея дозволило поховати учасників походу в належною шаною. Полініка всупереч забороні поховала Антігона.
До теми походу сімох неодноразово зверталися афінські трагіки: Есхіл («Семеро проти Фів»), Евріпід («Фінікіянки», «Благальниці»), Софокл («Едіп у Колоні», «Антігона»).